# Без язика
Без язика (рос. Без языка) — повість, українського письменника Володимира Галактіоновича Короленка, написана та вперше видана у 1895 році. У 1902 році була перероблена та вийшла окремим виданням.

## Історія створення
Твір «Без язика» був створений за враженнями від подорожі В.Г. Короленка до Америки влітку 1893 року на всесвітню виставку у Чикаго. В.Г. Короленко писав, що «…книга написана після моєї подорожі до Америки на виставку у Чикаго. Моє знайомство з Америкою короткочасне та недостатнє. Тому я вирішив у центрі оповідання поставити фігуру свого земляка… ».

## Сюжет
Повість розповідає історію мешканця Волині Матвія Лозинського, який разом зі своїм земляком Димою, у пошуках кращого життя, вирушив у подорож до Америки. У Нью-Йорку їх шляхи розходяться та Матвій, не знаючи місцевих порядків та мови, залишається наодинці. Він почувається самотнім та розгубленим в чужому для нього світі. За збігом обставин він бере участь  у мітингу безробітних та вступає у сутичку з поліцейським. Після цього, намагаючись врятувати Матвія, інші учасники мітингу саджають його у потяг до Чикаго.                                                                                                                                                           Але Матвія оголошують у розшук та зрештою затримують у місті Деблтоуні. Під час судового розгляду справи, на його захист стає місцевий мешканець, який за збігом обставин був земляком Матвія. Справа закінчується зняттям з Матвія обвинувачень. За допомогою нового знайомого він влаштовується на роботу та його життя на чужині налагоджується. Він  розуміє, що на новому місті у нього вже є земля та невеличке господарство.  Але Матвій також розуміє, що надалі діти його дітей забудуть рідну мову та туга за рідним краєм наповнює його душу.